# Michiko
Michiko ist ein japanischer weiblicher Vorname.

## Herkunft und Bedeutung
Der Name wird im Japanischen auf unterschiedliche Weise geschrieben und hat dadurch auch unterschiedliche Bedeutungen. Eine häufige Deutung des Namens in der Schreibweise Kanji ist „Schönes, kluges Kind“ (mi=schön, chi=klug/verständig, ko=Kind).

## Namensträgerinnen
- Michiko Hasegawa (* 1963), japanische Sportschützin
- Michiko Hirayama (1923–2018), japanische Sängerin
- Michiko Ishimure (1927–2018), japanische Autorin
- Michiko Kakutani (* 1955), amerikanische Publizistin und Literaturkritikerin
- Michiko de Kowa-Tanaka (1909–1988), japanisch-österreichische Schauspielerin und Sängerin (Sopran)
- Michiko Nakatani (* 1981), japanische Künstlerin
- Michiko Shōda (* 1934), emeritierte Kaiserin von Japan
- Michiko Yamamoto (* 1936), japanische Schriftstellerin
- Michiko Yamawaki (1910–2000), japanische Studierende am Bauhaus in Dessau und Berlin

## Nachweise
1. ↑  behindthename.com: Michiko